# Johann Georg Albrecht
Johann Georg Albrecht (* 27. September 1694 in Frankfurt am Main (getauft); † 5. Mai 1770 ebenda (beerdigt)) war ein deutscher Pädagoge.

## Leben
Albrecht wurde 1728 Konrektor des Städtischen Gymnasiums seiner Vaterstadt, 1737 als Nachfolger von Johann Thomas Kumpf Rector adiunctus. 1748 bis 1766 war er Rektor der Anstalt, für die er jährlich zwei Programme von 1737 bis 1764 verfasste. Albrecht war ein Freund Johann Caspar Goethes und unterrichtete dessen Sohn Johann Wolfgang privat in Hebräisch und Altem Testament. Goethe charakterisierte ihn in seiner Autobiographie Aus meinem Leben. Dichtung und Wahrheit (I. Buch, 4. Kapitel) als eine der originalsten Figuren von der Welt, klein, nicht dick aber breit, unförmlich ohne verwachsen zu sein, kurz ein Äsop mit Chorrock und Perücke und beschreibt seine Persönlichkeit und seinen Unterrichtsstil.

## Werke
- Die gegenwärtige Verfassung des Gymnasii zu Frankfurt am Main. Frankfurt am Main 1747.
- Patriotische Gedanken von unerkannten Schulsünde, Fehlern und Mängeln. Frankfurt am Main 1763.